# Электрокимография
Электрокимография — рентгенологический метод функционального исследования пульсаций сердца и сосудов. Сам термин «электрокимография» был предложен в 1945 г. Хенни и Буни. Основным устройством, преобразующим колебания рентгеновского излучения, прошедшего через заданный участок тела человека, и вызванные пульсирующими движениями сосудов, в переменное электрическое напряжение, является фотоэлектронный уничтожитель, на фотокатод которого через узкую щель падает световое изучение люминесцирующего рентгеновского экрана.
Затем электрическое напряжение в цепи фотоэлемента передается на электронный усилитель и регистрирующий прибор (многоканальный электрокардиограф) для записи электрокимограмм с целью их последующего диагностического анализа путём сравнения нормы и патологии.